# Maja Čiburdanidzeová
Maja Čiburdanidzeová (gruzínsky მაია ჩიბურდანიძე) (* 17. ledna 1961, Kutaisi) je dříve sovětská a nyní gruzínská šachistka, pětinásobná mistryně světa v šachu, když titul držela od roku 1978 do roku 1991 a devítinásobná vítězka šachové olympiády žen s družstvy Sovětského svazu (5) a Gruzie (4).

## Tituly
V roce 1974 získala titul mezinárodní mistryně a v roce 1977 titul mezinárodní velmistryně. Titul mezinárodního velmistra získala v roce 1984.

## Výsledky na MS v šachu žen
| Rok  | Turnaj / zápas                         | Místo             | Výsledek      | Pořadí |
| 1978 | Zápas o titul s Nonou Gaprindašvilivou | Picunda           | 8,5:6,5 (=9)  | 1.     |
| 1981 | Zápas o titul s Nanou Alexandrijovou   | Bordžomi, Tbilisi | 8:8 (=8)      | 1.     |
| 1984 | Zápas o titul s Irinou Levitinovou     | Volgograd         | 8,5:5,5 (=7)  | 1.     |
| 1986 | Zápas o titul s Jelenou Achmylovskou   | Sofie, Bordžomi   | 8,5:5,5 (=9)  | 1.     |
| 1988 | Zápas o titul s Nanou Joselianiovou    | Telavi            | 8,5:7,5 (=11) | 1.     |
| 1991 | Zápas o titul se Sie Ťün               | Manila            | 6,5:8,5 (=9)  | 2.     |